# Barbara Simon (Filmeditorin)
Barbara Simon (* 21. Oktober 1939 in Naumburg; † 5. März 2019 ebenda) war eine deutsche Filmeditorin der DEFA.
Simon studierte an der Filmhochschule Potsdam-Babelsberg. Von 1963 bis 1991 war sie beim DDR-Filmunternehmen DEFA als Schnittmeisterin für Dokumentar- und Spielfilme beschäftigt. Im Anschluss fand sie Beschäftigung über befristete Filmverträge. In dieser Zeit wirkte sie an mehr als 20 Produktionen mit. In den Jahren 1992/1993 war sie an der Film- und Erlebnistour des Studio Babelsberg beteiligt. Von 2000 bis 2008 lehrte sie als Gastdozentin Filmschnitt an der Fernsehakademie Mitteldeutschland. Für den Kriminalfilm Der Pflanzen und der Liebe Gifte nach einer Buchvorlage von Generalstaatsanwalt a. D. Heinrich Görl führte sie 2010 Regie und schrieb das Drehbuch.

## Filmografie (Auswahl)
- 1957: Zwei Mütter (Schauspielerin)
- 1970: Meine Stunde Null
- 1971: Optimistische Tragödie
- 1971: Kennen Sie Urban?
- 1972: Euch werd ich’s zeigen
- 1973: Zement
- 1974: Der Untergang der Emma
- 1977: Der kleine Zauberer und die große Fünf
- 1981: Der Dicke und ich
- 1982: Sabine Kleist, 7 Jahre…
- 1983: Automärchen
- 1984: Ich liebe Victor
- 1984: Erscheinen Pflicht
- 1986: Jan auf der Zille
- 1986: Polizeiruf 110: Gier
- 1993: Ein Elefant im Krankenhaus
- 2010: Der Pflanzen und der Liebe Gifte (auch Regie, Drehbuch und Produktion)